# Zenocuma rugosum
Zenocuma rugosum är en kräftdjursart som beskrevs av Hale 1944. Zenocuma rugosum ingår i släktet Zenocuma och familjen Bodotriidae. Inga underarter finns listade i Catalogue of Life.